# Symploce flagellata
Symploce flagellata es una especie de cucaracha del género Symploce, familia Ectobiidae.

## Distribución
Esta especie se encuentra en República Dominicana y Puerto Rico.